# It's DESTINY -Yatto Meguri Aeta-
It's DESTINY -Yatto Meguri Aeta- (It's DESTINY-やっと巡り会えた-?) è un brano musicale di Masami Okui, scritto da Arimori Satomi e Kudo Takashi, e pubblicato come singolo il 21 dicembre 1994 dalla Starchild. Il singolo è arrivato all'ottantesima posizione nella classifica settimanale Oricon dei singoli più venduti, vendendo 4 340 copie. It's DESTINY -Yatto Meguri Aeta- è stato utilizzato come sigla di chiusura della serie di OAV Tekkaman Blade II.

## Tracce
CD singolo KIDA-93
1. It's DESTINY -Yatto Meguri Aeta- (It's DESTINY -やっと巡り会えた-) - 5:20
2. Live alone... Sennen Tattemo (Live alone…千年たっても) - 3:51
3. It's DESTINY -Yatto Meguri Aeta- (off vocal version) - 5:20
4. Live alone... Sennen Tattemo (off vocal version) - 3:51

Durata totale: 18:22

## Classifiche
| Classifica (1995)                        | Posizione più alta |
| ---------------------------------------- | ------------------ |
| Giappone (Classifica settimanale Oricon) | 80                 |